# Mindre chathambeckasin
Mindre chathambeckasin (Coenocorypha pusilla) är en fågel i familjen snäppor inom ordningen vadarfåglar.

## Utseende
Mindre chathambeckasinen är en liten (19–20 cm) och kompakt beckasin med korta ben och gräddvitt på nedre delen av bröstet och buken. Den är mindre än mycket lika aucklandbeckasinen. Vidare är den ljusare och i mindre utsträckning bandad och fläckad undertill. Näbben är även mindre och kortare.

## Utbredning och systematik
Fågeln är endemisk för Chathamöarna utanför Nya Zeeland där den förekommer på öarna Rangitara, Mangere och Star Keys. Den behandlas som monotypisk, det vill säga att den inte delas in i några underarter.

## Status
Internationella naturvårdsunionen IUCN kategoriserar arten som sårbar med tanke på det mycket begränsande utbredningsområdet på endast fyra predatorfria öar. Risken är stor att en oavsiktlig införsel av en främmande art kan orsaka utrotning. Beståndet uppskattas till 1 800–2 200 vuxna individer och anses vara stabilt.